# Naphtholactam
Naphtholactam ist ein Derivat des bicyclischen aromatischen Kohlenwasserstoffs Naphthalin, das in 1,8-Position mit einer Lactamfunktion überbrückt ist. Die auch häufig als Naphthostyril bezeichnete Substanz ist ein Molekülbaustein für gelbe bis violette Dispersionsfarbstoffe und Pigmente der Naphtholactam-Reihe und wegen seiner anellierten Indolstruktur Ausgangsstoff für pharmakologisch aktive Verbindungen.

## Darstellung
Auf der Suche nach neuen Grundgerüsten für stabile und brillante Pigmente geriet im ausgehenden 19. Jahrhundert auch Naphthalin als bicyclischer Aromat in den Fokus wissenschaftlichen Interesses. Allerdings erwies sich der Zugang zu dem funktionellen Naphthalinderivat Naphthostryril, ausgehend von 1-Nitronaphthalin-8-carbonsäure über 1-Aminonaphthalin-8-carbonsäure und deren Dehydratisierung,
damals ebenso umständlich, aufwendig und unergiebig wie der Hofmann-Umlagerung von Naphthalimid mittels Natriumhypochlorit.
Erst mit der leichten Zugänglichkeit von Acenaphthen aus Steinkohlenteer und daraus von Naphthalsäureanhydrid wurde Naphthalimid zu einer brauchbaren Ausgangsverbindung, aus der Naphthostyril in hoher Reinheit und akzeptablen Ausbeuten (73 %) erhalten werden konnte.
Auch die in fünfstufiger Synthese aus Naphthalin „technisch leicht zugängliche“ 8-Cyanonaphthalin-1-sulfonsäure, aus der im letzten Schritt durch Alkalischmelze Naphthostyril in über 80 % Ausbeute erhalten werden kann, eignet sich eher weniger als Ausgangsstoff für 1,8-Naphtholactam.
Aus dem wesentlich einfacher zugänglichen 1-Naphthylamin wird durch Umsetzung mit Phosgen 1-Naphthylisocyanat erhalten, das beim Erhitzen mit Aluminiumchlorid AlCl3 zu Naphthostyril cyclisiert.
1,8-Naphtholacton (CAS-Nr. 5247-85-8) – aus Naphthalsäureanhydrid beim Erhitzen (> 300 °C) mit Kupfer(II)-oxid CuO – und dessen anschließende Umsetzung mit Ammoniak NH3 unter Druck (150 °C) erzeugt Naphtholactam (91 % Ausbeute).
Statt des von Fritz Ullmann beschriebenen Hofmann-Abbaus von Naphthalimid kann mit besseren Resultaten der Lossen-Abbau von Hydroxamsäurederivaten als Synthesevariante genutzt werden. Dazu wird das aus Naphthalsäureanhydrid und Hydroxylaminsulfat oder Hydroxylaminhydrochlorid erhältliche N-Hydroxynaphthalimid mit Benzolsulfochlorid zum Benzolsulfonat bzw. mit 2,4-Dinitrochlorbenzol zur entsprechenden Phenyoxyverbindung umgesetzt. Beim Erhitzen mit Natronlauge entsteht intermediär ein Isocyanat, das zu Naphtholactam cyclisiert.
Diese Syntheseroute verläuft über gute Ausbeuten beider Stufen (> 80 %), allerdings mit niedriger Atomökonomie wegen enormem Reaktandeneinsatz und hoher Salzfracht.

## Eigenschaften
1,8-Naphtholactam ist ein hellgelber kristalliner Feststoff, der in Wasser praktisch nicht, in Methanol aber gut löslich ist. Zur Reinigung kann die Verbindung in Essigsäure umkristallisiert oder in verdünnter Sodalösung unter Hydrolyse zu 1-Aminonaphthalin-8-carbonsäure gelöst und beim Erhitzen mit Salzsäure wieder als kristallines Naphthostyril ausgefällt werden.

## Anwendungen

### Naphtholactam als Baustein für Wirkstoffe
Wegen seiner strukturellen Ähnlichkeit zu dem in vielen Natur- und Arzneistoffen präsenten Indol bzw. Oxindol wird Naphtholactam als Grundgerüst für pharmakologisch aktive Wirkstoffe bearbeitet, wie z. B. in Varianten für Sunitinib als antitumoral aktivem Tyrosinkinase-Inhibitor.
Naphtolactamderivate wurden unlängst beschrieben, die als wirksame BET Inhibitoren mit entzündungshemmenden und cytostatischen Eigenschaften wirken.
Verknüpfung der Benzo[cd]indol-2(1H)-on-Struktur mit Polyaminen liefert Naphtholactamkonjugate, die sich als Fluoreszenzmarker und antimetastatischer Wirkstoff eignen.

### Naphtholactam als Baustein für Farbstoffe und Pigmente
Wesentliche Anwendung für Naphthostyril ist als Ausgangsstoff für Dispersionsfarbstoffe und Pigmente aus der Stoffklasse der Naphtholactam-Farbmittel, die ein breites Farbspektrum von gelb über orange und rot bis violett abdecken.
Bei der Reaktion von Barbitursäurederivaten, wie z. B. 1,3-Dibenzylbarbitursäure, mit Naphtholactam entsteht praktisch quantitativ ein gelber Farbstoff mit sehr guter Farbechtheit.
Substituenten im Naphtholactam- und im Barbitursäuremolekülteil erzeugen Dispersionsfarbstoffe mit gelben, orangefarbenen, roten und violetten Farbtönen.
Eine Vielzahl von roten Dispersionsfarbstoffen werden bei der Reaktion von (substituiertem) Naphtholactam mit Kondensationsprodukten von (substituiertem) 1,2-Phenylendiamin mit dem Natriumsalz des Oxalessigsäurediethylesters erhalten.
Der angegebene Farbstoff ist in Festsubstanz ziegelrot und löst sich in Dimethylformamid DMF mit blauroter Farbe.
Dispersionsfarbstoffe aus Naphthostyril eignen sich wegen ihrer hohen Lichtstabilität und damit Farbechtheit für die dauerhafte Einfärbung von Kunststoffen und synthetischen Fasern, insbesondere aus Polyester und Polyamiden.
Größere Bedeutung hat das aus Naphtholactam über eine mehrstufige Synthese zugängliche brillantrote 4,10-Dibromanthanthron (Pigment Red 168) erlangt,
das wegen seiner exzellenten Farbstärke und Deckkraft, sowie Licht- und Wetterbeständigkeit in hochwertigen Industrie- und Autolacken, Latexfarben, wasserbasierten Lacken, Beschichtungen usw. Anwendung findet.